# Montgolfier-Gletscher
Der Montgolfier-Gletscher ist ein Gletscher an der Danco-Küste des Grahamlands im Norden der Antarktischen Halbinsel. Er fließt zwischen dem Rozier- und dem Woodbury-Gletscher zur Piccard Cove, einer Nebenbucht der Wilhelmina Bay.
Der Falkland Islands Dependencies Survey kartierte ihn mittels Luftaufnahmen der Hunting Aerosurveys Ltd. aus den Jahren von 1956 bis 1957. Das UK Antarctic Place-Names Committee benannte ihn am 23. September 1960 nach den Gebrüdern Montgolfier, die 1783 den ersten bemannten Aufstieg mit einem Heißluftballon durchgeführt hatten.